# Lista principalelor artere din București
Aceasta este o listă a principalelor artere din București.
- Calea Dorobanților[1]
- Splaiul Independenței
- Șoseaua Kiseleff
- Bulevardul Bălcescu[2]
- Bulevardul Regele Carol I[2]
- Bulevardul Magheru
- Bulevardul Unirii
- Splaiul Unirii
- Calea Victoriei
- Strada Edgar Quinet